# John Erskine (Theologe)

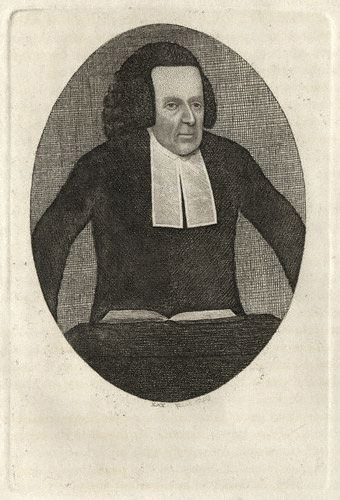
Rev. John Erskine

John Erskine (* 2. Juni 1721 in Edinburgh; † 19. Januar 1803) war ein schottischer Pfarrer der Church of Scotland und Autor.

## Leben
Er entstammte einer Nebenlinie des Clan Erskine und war der älteste Sohn von John Erskine (1695–1768) aus Carnock, Professor für schottisches Recht an der Universität Edinburgh, aus dessen erster Ehe mit Margaret Melville (1697–1768) aus Belgarvie in Fife. Seine Ausbildung absolvierte er an der Universität Edinburgh, zunächst studierte er Recht, wechselte jedoch später zu einem Studium der Theologie. Er wurde 1743 vom Dunblane-Presbyterium zum Geistlichen Amt zugelassen und 1744 in Kirkintilloch, Dunbartonshire, ordiniert. Am 15. Juni 1746 heiratete er Hon. Christian Mackay († 1810), Tochter des George Mackay, 3. Lord Reay. Sie hatten vierzehn Kinder, von denen jedoch nur vier das Erwachsenenalter erreichten.